# Christian Schreier
Christian Schreier (Castrop-Rauxel, 1959. február 4. –) olimpiai bronzérmes nyugatnémet válogatott német labdarúgó, középpályás, edző.

## Pályafutása

### Klubcsapatban
A SuS Merklinde csapatában kezdte a labdarúgást. 1977-ben az SV Castrop-Rauxel első csapatában mutatkozott be. 1978 és 1981 között a TuS Paderborn-Neuhaus, 1981 és 1984 között a VfL Bochum játékosa volt. Pályafutása legjelentősebb időszakát 1984 és 1991 között a Bayer Leverkusennél töltötte, ahol tagja volt az 1987–88-as UEFA-kupa győztes csapatnak. 1991–92-ben a Fortuna Düsseldorf, 1992 és 1994 között ismét a TuS Paderborn-Neuhaus, 1994 és 1996 között a  Rot-Weiß Essen és 1996 és 1998 között az FC Wegberg-Beeck labdarúgója volt. 1998-ban vonult vissza az aktív labdarúgástól.

### A válogatottban
1984-ben egy alkalommal szerepelt a nyugatnémet válogatottban. Részt vett az 1984-es Los Angeles-i olimpián. 1988-ban a szöuli olimpián bronzérmet szerzett a nyugatnémet válogatottal. 1984 és 1988 között 22 alkalommal szerepelt az olimpiai válogatottban és hat gólt szerzett. 1986-ban egyszer szerepelt a B-válogatottban.

### Edzőként
A Vorwärts Kornharpen és az 1. FC Saarbrücken csapatainál segédedzőként kezdte edzői pályafutását. 2002 és 2004 között az FC Schönberg 95, 2004 és 2006 között az MSV Neuruppin vezetőedzője volt. 2006–07-ben az 1. FC Union Berlin szakmai munkáját irányította. 2010–11-ben a  TV Jahn Hiesfeld, 2013-ban a TuS Heven csapatainál dolgozott edzőként.

## Sikerei, díjai
NSZK
- Olimpiai játékok
  - bronzérmes: 1988, Szöul

 Bayer Leverkusen
- UEFA-kupa
  - győztes: 1987–88